# پنج‌کولا
شهر پنج‌کولا (به انگلیسی: Panchkula) با جمعیت ۲۱۵٫۴۵۷ نفر در ایالت هاریانا در کشور هند واقع شده‌است.